# Ледно (Ровненская область)
Ледно (укр. Ледне) — село в Костопольской городской общине Ровненского района Ровненской области Украины.
До 2020 года входило в Костопольский район.
Население по переписи 2001 года составляло 84 человека. Почтовый индекс — 35013. Телефонный код — 3657. Код КОАТУУ — 5623484203.